# Jammie Dodgers

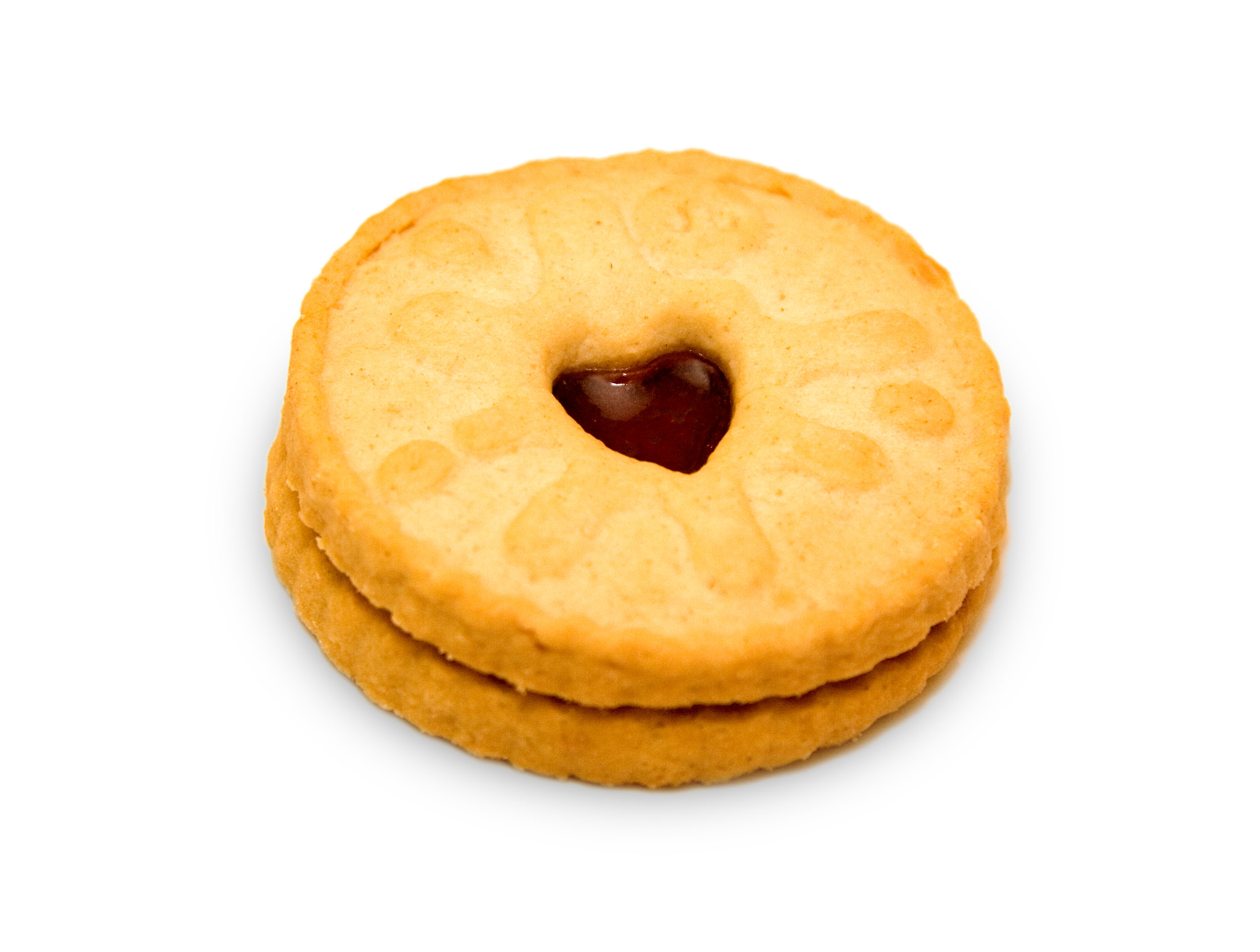
Un Jammie Dodger.

Les Jammie Dodgers sont des biscuits britanniques constitués de confiture de prune dans un shortbread. Ils sont fabriqués par Burton's Foods à l'usine de Cwmbran au pays de Galles.

## Variétés
- Jammie Dodgers Original
- Jammie Dodgers Lively Lemon
- Jammie Dodgers Berrilicious
- Jammie Dodgers Jam 'n Custard
- Jammie Dodgers Outrageous Orange (plus en vente)
- Jammie Dodgers Minis Lunchpack Berrilicious
- Jammie Dodgers Minis Lunchpack Original
- Jammie Dodgers Minis Share Bag Original
- Toffee Dodgers (new)
- Choccie Dodgers
- Jammie Dodgers Snack Bar[1]

On trouve aussi parmi les séries limitées : Vimto

## Dans la culture populaire
Les Jammie Dodgers sont un thème récurrent des aventures du onzième Docteur dans la série Doctor Who. Dans l'épisode La Victoire des Daleks de la saison 5, le Docteur fait croire aux Daleks qu'il a un dispositif d'autodestruction, alors qu'il s'agit d'un Jammie Dodger qu'il croque quand sa supercherie est révélée. Dans L'Impossible Astronaute le Docteur réclame au service d'ordre de la Maison-Blanche une cafetière, douze Jammie Dodgers et un fez. Dans Terreurs nocturnes, l'épisode 222 de la série, le Docteur demande à Alex, le père de George, s'il a des Jammie Dodgers. Dans Enfermés dans la toile, il dépose des Jammie Dodgers au chevet de sa future compagne Clara.